# Ка (душа)
Ка (kꜣ (ka), 𓂓) — в релігії Стародавнього Єгипту уособлена життєва сила людини чи божества. Її символізували руки, розставлені в формі бичачих рогів.
Згідно з віруваннями давніх єгиптян, бог Хнум утворював ка кожної людини в момент народження, виліплюючи її на гончарному колі. Ка покидала тіло після смерті та продовжувала окреме існування.
Ка уявлялася як фігурка, що повторює форму людини, часто — меншого розміру. Вона потребувала їжі та пиття, як і жива людина, проте споживала не їх самі, а певну енергію, сховану всередині. В єгиптян було застільне побажання «для твоєї ка». Зображення ка поширені в похованнях як малюнки та скульптури, але з часом трансформувалися в символ анкх.